# Saison 2016 des Nationals de Washington
La saison 2016 des Nationals de Washington est la 12e saison en Ligue majeure de baseball pour cette équipe. 

## Contexte
Considérés comme l'un des clubs favoris pour atteindre la Série mondiale,,,,, les Nationals de 2015 déçoivent en terminant au second rang de la division Est de la Ligue nationale, sept matchs derrière les Mets de New York. Malgré des performances individuelles remarquables de Bryce Harper, nommé unanimement joueur par excellence de la ligue, et les deux matchs sans coup sûr de Max Scherzer à sa première année à Washington, les Nats perdent 79 matchs contre 83 victoires, 13 de moins que la saison précédente, pour leur moins bonne fiche en 4 ans. Au lendemain de la saison 2015, ils congédient le gérant Matt Williams et 7 de ses instructeurs.

## Calendrier pré-saison
L'entraînement de printemps 2016 des Nationals se déroule du 2 mars au 2 avril.

## Saison régulière
La saison régulière de 162 matchs des Nationals débute le 4 avril avec une visite aux Braves d'Atlanta, et se termine le 2 octobre suivant. Le premier match local à Washington est disputé aux Marlins de Miami le 7 avril.

### Classement
| Ligue nationale division Est | V  | D  | %    | Diff. | Diff. (séries) |
| ---------------------------- | -- | -- | ---- | ----- | -------------- |
| Nationals de Washington      | 95 | 67 | ,586 | -     | -              |
| Mets de New York             | 87 | 75 | ,537 | 8     | -              |
| Marlins de Miami             | 79 | 82 | ,491 | 15½   | 7½             |
| Phillies de Philadelphie     | 71 | 91 | ,438 | 24    | 16             |
| Braves d'Atlanta             | 68 | 93 | ,422 | 26½   | 18½            |

## Affiliations en ligues mineures
| Niveau            | Équipe                 | Ligue                   |
| ----------------- | ---------------------- | ----------------------- |
| AAA               | Chiefs de Syracuse     | Ligue internationale    |
| AA                | Senators de Harrisburg | Eastern League          |
| A-Advanced        | Nationals de Potomac   | Carolina League         |
| A                 | Suns de Hagerstown     | South Atlantic League   |
| A (saison courte) | Doubledays d'Auburn    | New York - Penn League  |
| Ligue des recrues | GCL Nationals          | Gulf Coast League       |
| Ligue des recrues | DSL Nationals          | Dominican Summer League |